# Герхард II фон Вайлнау
Герхард II фон Вайлнау (на немски: Gerhard II von Weilnau; Gerhard I Graf von Diez-Weilnau; * пр. 1265; † сл. 12 октомври 1288) е граф на Вайлнау.
Той е син на граф Хайнрих IV фон Диц-Вайлнау († сл. 1281) и съпругата му Луитгарт фон Тримберг († 1297), дъщеря на Албрехт фон Тримберг († 1261) и Луитгард фон Бюдинген († сл. 1257).

## Фамилия
Герхард II фон Вайлнау се жени на 11 май 1265 г. за графиня Изенгард фон Ханау († 29 септември 1282), дъщеря на граф Райнхард I фон Ханау († 1281) и Аделхайд фон Мюнценберг († ок. 1291), дъщеря на Улрих I фон Хаген-Мюнценберг. Те имат децата:
- Райнхард фон Вайлнау († сл. 1344), граф на Вайлнау, женен за Маргарета фон Залца († сл. 1365)
- Хайнрих V фон Вайлнау I († 1342), граф на Вайлнау, женен пр. 1 декември 1324 г. за Мехтилд фон Изенбург († сл. 1342), дъщеря на Еберхард фон Изенбург-Гренцау († 1292) и Изолда (Изабела) фон Хайнсберг († сл. 1287)
- Елизабет фон Вайлнау († 1365), омъжена за Конрад V фон Тримберг (* пр. 1324; † сл. 1369)

Той има незаконен син:
- Герхард, абат на Арнщайн